# Братське (Петрівська селищна громада)
Бра́тське —  село в Україні, у Олександрійському районі Кіровоградської області. Населення становить 300 осіб. Входить до складу Петрівської селищної громади. 

## Населення
Згідно з переписом УРСР 1989 року чисельність наявного населення села становила 225 осіб, з яких 102 чоловіки та 123 жінки.
За переписом населення України 2001 року в селі мешкало 300 осіб.

### Мова
Розподіл населення за рідною мовою за даними перепису 2001 року:
| Мова       | Відсоток |
| ---------- | -------- |
| українська | 87,67 %  |
| російська  | 6,67 %   |
| молдовська | 5,00 %   |
| білоруська | 0,33 %   |
| інші       | 0,33 %   |